# Benedetto Ferrari
Benedetto Ferrari, född 1597 i Reggio nell'Emilia, död 22 oktober 1681 i Modena, var en italiensk poet och tonsättare.
Ferrari var anställd vid hovkapellet i Modena och Wien; åren 1653–1662 och 1674–1681 var han hovkapellmästare i Modena. Han skrev texter och numera förlorad musik till operor. Ett oratorium Sansone och inledningen till baletten Dafne är bevarade i manuskript. Tre tryckta böcker Musiche varie (1633–1641) för sångstämma med generalbas, visar Ferrari som en av tidens främsta tonsättare.